# Will Hicok Low
Will Hicok Low, ou Will Hicock Low, né le 31 mars 1853 à Albany et mort le 27 novembre 1932 à Bronxville, est un peintre, illustrateur et écrivain américain.

## Biographie
Will Hicok Low est né à Albany, New York. En 1873, il entre dans l'atelier de Jean-Léon Gérôme à l'École des beaux-arts de Paris, et rejoint par la suite les classes de Carolus-Duran, chez qui il restera jusqu'en 1877. De retour à New York, il devient membre de la Society of American Artists (en) en 1878 et de la National Academy of Design en 1890. Ses photographies de types de la Nouvelle-Angleterre et ses illustrations de John Keats l'ont mis en évidence.
Il épouse Berthe Julienne en France en 1878.
Par la suite, il se tourne vers la décoration et exécute des panneaux et des médaillons pour l'hôtel Waldorf-Astoria à New York, un panneau pour le palais de justice du comté d'Essex à Newark, New Jersey. Il réalise de nombreux panneaux pour des résidences privées et des vitraux pour diverses églises, y compris l'église épiscopale méthodiste St. Paul, Newark.
Il est instructeur dans les écoles de Cooper Union à New York, de 1882 à 1885, et à l'école de la National Academy of Design de 1889 à 1892. Low est connu dans un cercle plus large comme l'ami de RL Stevenson qui a publié quelques souvenirs, A Chronicle of Friendships, 1873-1900 (1908).
En 1909, il illustre le livre In Arcady d'Hamilton Wright Mabie. Son style a été influencé par le mouvement Art nouveau.
Après la mort de Berthe, il épouse en 1909 l'ancienne Mary Fairchild, ancienne épouse du sculpteur Frederick William MacMonnies.
Il peint une série de peintures murales dans la rotonde du Département de l'éducation de l'État de New York à Albany, New York. En utilisant des figures et des symboles de la mythologie romaine et grecque associés à des bâtiments et des paysages de New York, l'artiste trace les étapes majeures du progrès humain — en termes d'art, de science, de technologie, de modernisation, de liberté, de démocratie et de qualité de vie. Les premiers paneaux, tels que l'architecture, l'astronomie et la géographie et la médecine et la chimie, combinent théorie et compétences pratiques. Huit autres, dont Theseus, le Pathfinder, présentent des inventions modernes pour montrer à quel point l'humanité avait progressé au début du XXe siècle. Les peintures finales reflètent un thème patriotique, avec des sujets tels que The Standard, The United States Military Academy et The Shaft of Union. Pris ensemble, ces peintures — ornant à l'origine les entrées de la salle de lecture principale de la bibliothèque d'État, de la bibliothèque de droit et de la bibliothèque des périodiques — complètent la noblesse architecturale de la Rotonde et son aura d'illumination intellectuelle.
Une de ses peintures murales est située dans le palais de justice américain Howard M. Metzenbaum. Le Musée national des beaux-arts du Québec conserve une peinture de grand format de la cantatrice, Marie-Emma Lajeunesse, dite Madame Albani.

Œuvres de Will Hicok Low
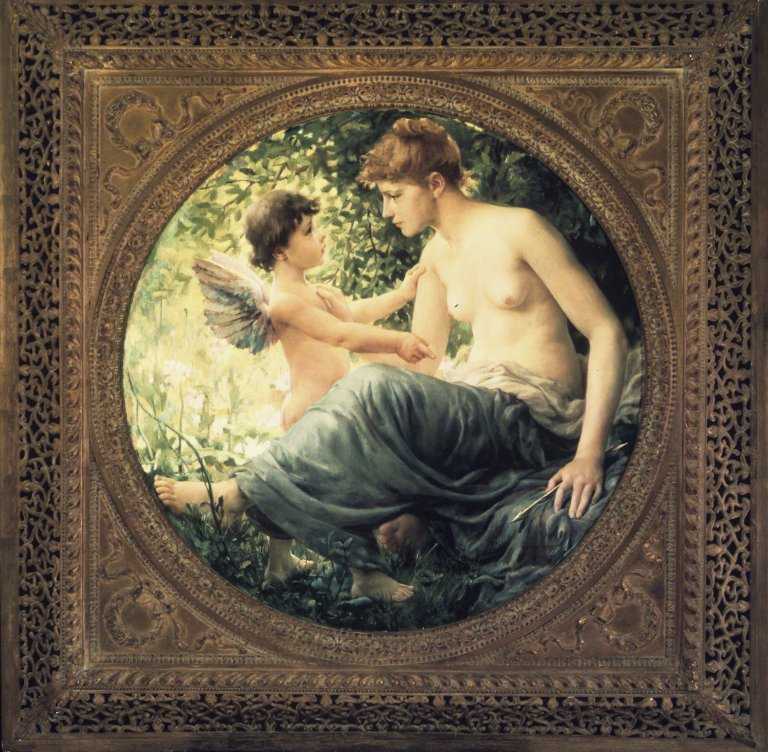
L'Amour désarmé, 1889, New York, Brooklyn Museum.
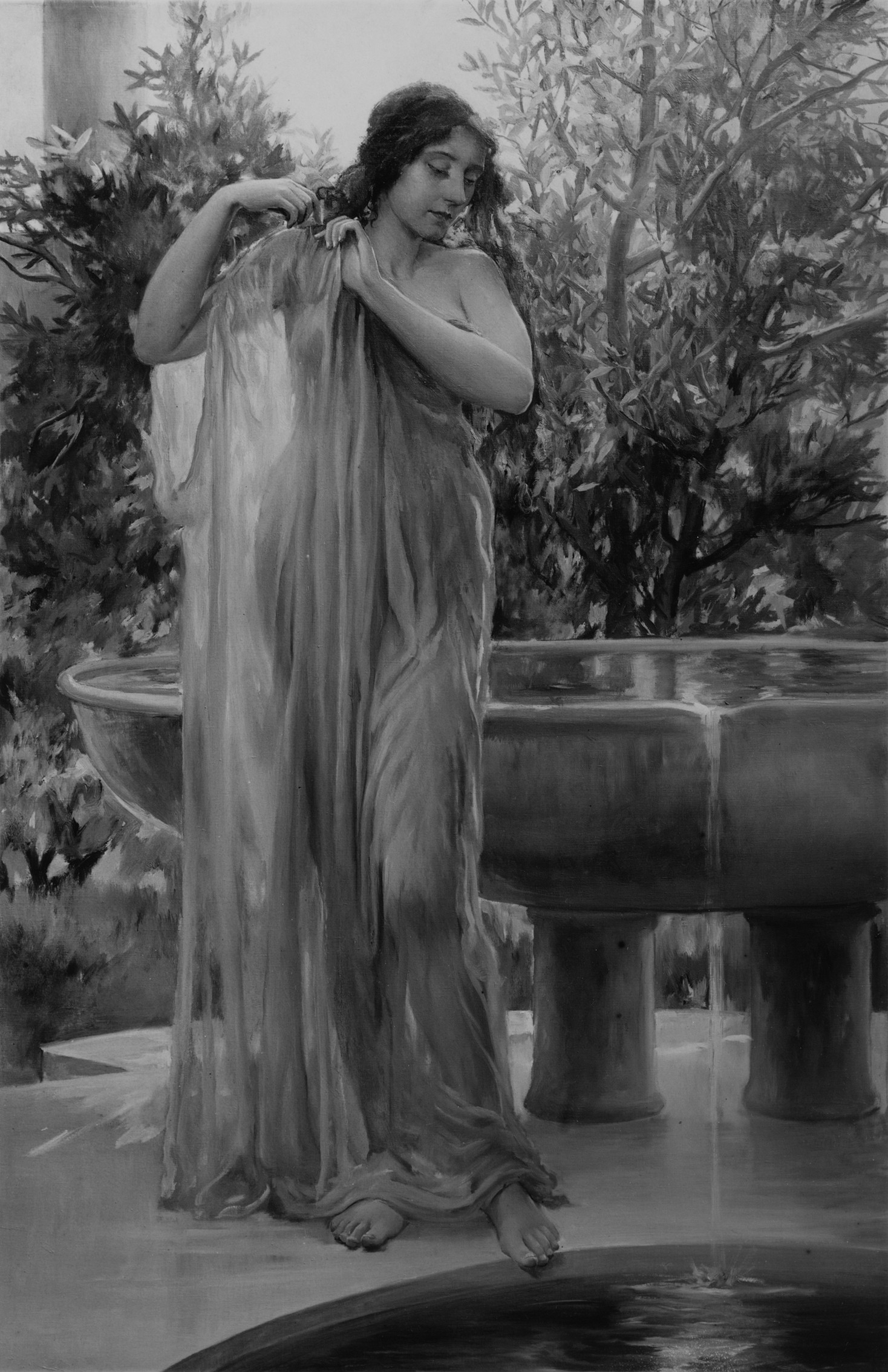
Aurora, 1894, New York, Metropolitan Museum of Art.
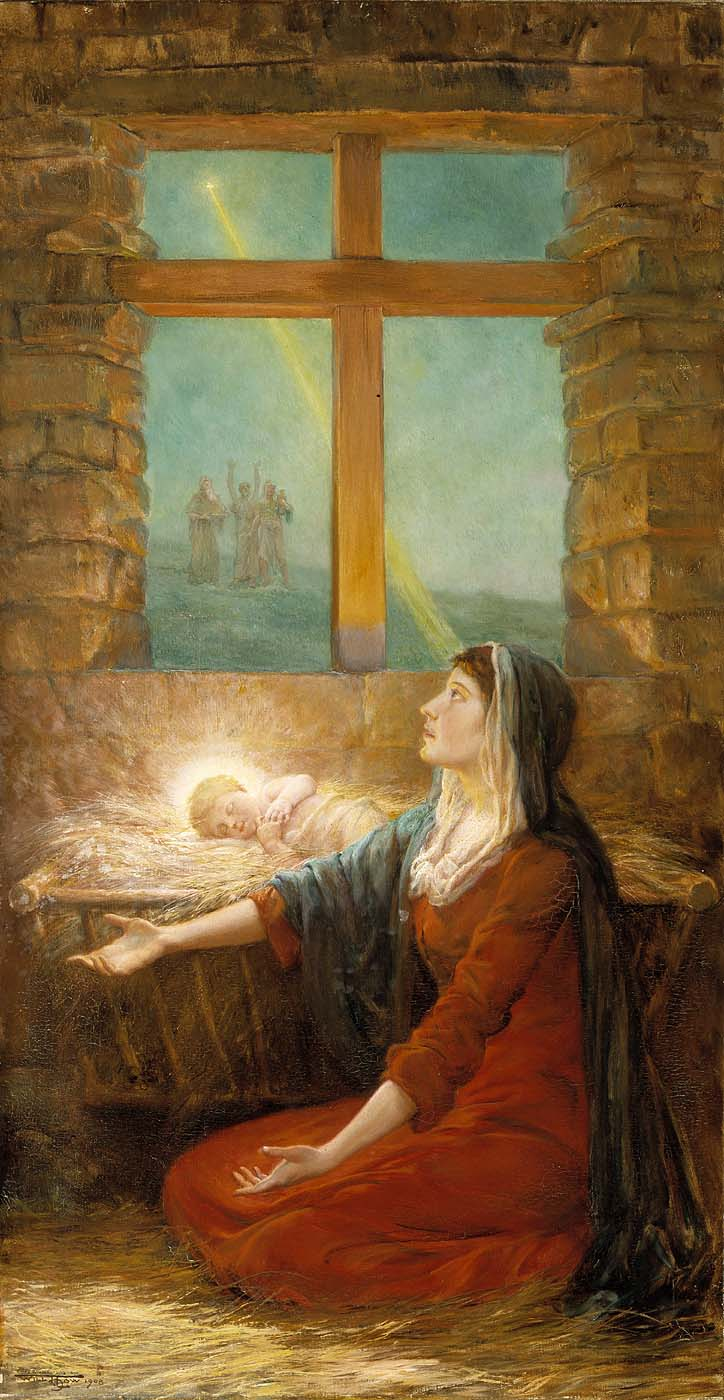
Matin de Noël, 1908, Washington, Smithsonian American Art Museum.